# Paracytherois chukchiensis
Paracytherois chukchiensis är en kräftdjursart som beskrevs av Joy och D. L. Clark 1977. Paracytherois chukchiensis ingår i släktet Paracytherois och familjen Paradoxostomatidae. Inga underarter finns listade i Catalogue of Life.